# Tweede Kamerverkiezingen 1977/Kandidatenlijst/PPR
Dit is de kandidatenlijst voor de Tweede Kamerverkiezingen 1977 van de Politieke Partij Radikalen (PPR). De partij had een lijstverbinding met de PvdA en de PSP.

## Landelijke kandidaten
- vet: verkozen
- schuin: voorkeurdrempel overschreden

1. Ria Beckers-de Bruijn - 126.044 stemmen
2. Leo Jansen - 1.850
3. Michel van Hulten - 2.445
4. Henk Waltmans[1] - 946
5. Dilia van der Heem-Wagemakers - 1.682
6. Michel van Winkel - 350
7. Kees van Kuijen - 177
8. M.F. Andriessen - 2.113
9. Peter Lankhorst - 431
10. Jack Verduyn Lunel - 329
11. J.E. van Kooten - 195
12. H.G.M. Rigter - 89
13. Jaap Röell - 85
14. W. Riedijk - 133
15. G.M.E.M. Doorakkers-Coppes - 448
16. Gerritjan van Oven - 87
17. F.M.C. van de Ven - 116

## Regionale kandidaten
De plaatsen vanaf 18 op de lijst waren per stel kieskringen verschillend ingevuld.

### 's-Hertogenbosch, Tilburg, Utrecht, Maastricht
1. C.A.G.H. Joosten - 75
2. A.M.M. Bressers - 46
3. Paul van der Hijden - 251
4. Harrie Korsten - 248
5. Jacques Tonnaer - 504
6. Th. Piters-Droog - 130
7. Gerard Peters - 144
8. A.P.J. Kaarsemaker - 32
9. M.P. Dijkstra-van Bakelen - 101
10. J.H.C.M. Hermans - 89
11. Wouter van Dam - 46[2]
12. Eugène Fischer - 50
13. P.H. Boon - 138

### Arnhem, Nijmegen, Leeuwarden, Zwolle, Groningen, Assen
1. Louis van Hoorn - 117
2. Wouter van Dam - 62[2]
3. Wil van der Vlist-Wesseldijk - 71
4. Wim de Boer - 31
5. Ruth Post-Hooijkaas - 61
6. Joop de Zeeuw - 89
7. H.J.J.M. van der Vegt - 44
8. P. Spijk - 53
9. N.C. Waagmeester - 48
10. R.L. Huigens - 14
11. A.F.J. Goeting - 26
12. H.J. Rutgers - 29
13. T.H.W. Oosterhuis - 50

### Rotterdam, 's-Gravenhage, Leiden, Dordrecht, Middelburg
1. Age Kamermans - 53
2. Hans van der Wilk - 54
3. Ton Wolf - 45
4. Kees Waagmeester - 47
5. Constant van Waterschoot - 59
6. E.J. van Dongen - 38
7. C.P.G. Tilanus - 25
8. J.F. van de Voorde - 94
9. P.J. Mantel - 26
10. Jan Geleijnse - 20
11. Laurens Beijen - 30
12. A.J.W. Wijling-Schellingerhout - 21
13. Ids Draisma - 25

### Amsterdam, Den Helder, Haarlem
1. I. Maas - 24
2. Th.W.M. Bot - 39
3. Emmy van Noord-Verheul - 42
4. P.C. Paulusma - 12
5. L.P.M. Jansen - 20
6. Romke Hekstra - 25
7. Gerard Jongerius - 16
8. F.J. Schulte - 34
9. Jos Vernooij - 9
10. J.G. Daas - 23
11. H.F. van de Belt - 8
12. H.W. Tromp - 7
13. H. Ouderdorp - 45

CDA · PvdA · VVD · PPR · CPN · D'66 · DS'70 · SGP · Boerenpartij · GPV · PSP · RKPN · DAC · Federatie Bejaardenpartijen Nederland · Partij van de Belastingbetalers · SP · NVU · Verbond tegen Ambtelijke Willekeur · Europese Conservatieve Unie · Lijst 18 (kieskring IX) · KENml · RPF · NMP · Lijst 22
1971 · 1972 · 1977 · 1981 · 1982 · 1986 · 1989